# Fantomen (figur)
Fantomen (engelska: The Phantom) är en fiktiv superhjälte som är titelfiguren i den amerikanska tecknade serien Fantomen, skapad av Lee Falk. Figuren introducerades i en dagsstripp den 17 februari 1936, som pågår än idag.
Fantomen bor i Dödskallegrottan i De djupa skogarna, i den före detta brittiska kolonin Bengali.

## Fantomen och hans värld

### Fantomenlegenden
Legenden om Fantomen tog sin början den 17 februari 1536  då ett skepp på väg till Indien överfölls av singhpirater utanför Afrikas kust. Som ende överlevande flöt Christopher (Kit) Walker, sonen till fartygets kapten, i land och togs om hand av bandarerna, en afrikansk pygméstam. Bandarerna hölls i slaveri av en annan grupp, Wasaka-stammen, men en sägen berättade om en man från havet som skulle komma och befria dem. Kit Walker befriade pygméerna genom att klä ut sig till Wasaka-stammens demongud, och denna klädsel blev den första Fantomendräkten.
Vid sin faders mördares skalle svor han att bekämpa sjöröveri, ondska och orättvisor, och vidare att hans söner skulle följa honom. När han dog tog hans son över efter honom, och efter dennes död hans son och så vidare. Med tiden kom omgivningen att tro att det var samme man, en hämnare och vandrande vålnad, en man som inte kan dö. Han slog sig ner i en grotta, som i mycket påminde om en dödskalle, vid bandarernas by långt inne i djungeln. Han arbetade även på att öka grottans likhet med en dödskalle, och sedan dess har Dödskallegrottan varit Fantomens hem.

### Figurens utseende
Fantomen bär mask och åtsmitande trikåer. Trikåerna är blå i Sverige, lila i USA och har internationellt sett haft många andra färger, bland annat röda i Italien. Hans vapen är två Colt M1911-pistoler, kaliber .45. Dessutom har han två ringar. På vänster hand – närmast hjärtat – finns ringen med "det goda märket", en symbol som den vandrande vålnaden lämnar på platser eller hos personer som står under Fantomens beskydd. På högerhanden finns Dödskalleringen (som, enligt de svenska, licensproducerade serierna, den 1:a Fantomen fick av alkemisten Paracelsus) vilken lämnar ett outplånligt märke på de brottslingar som blir märkta med dem. Detta sker genom ett svagt gift, tillverkat av bandarerna; då Fantomen ska slå någon som han vill ska bära märket öppnar han en liten spärr i ringen som får giftet att rinna ut över klacken. Såret efter slaget läker sedan men bildar ärrvävnad i form av märket.
1939 påbörjades en söndagssida med serien, vilket innebar att serien för första gången skulle tryckas i fyrfärg. Då det var dag för färgläggning var Lee Falk på annan ort, och det blev färgläggarnas jobb att bestämma färgen på Fantomens trikå, som blev lila; när Lee Falk väl var tillbaka hade den första söndagssidan redan gått i tryck. Dessförinnan hade dräkten vid en handfull tillfällen beskrivits som grå i dagspresserien.
När Fantomen lämnar sitt hem i djungeln och reser som en vanlig man bär han vanligtvis en fedora-hatt, solglasögon och trenchcoat, och kallar sig Mr. Walker (från engelskans Ghost Who Walks – "Den Vandrande Vålnaden"). Då det sägs att "den som ser Fantomens ansikte dör en fasansfull död" döljs i serien allt som oftast hans ögon av skuggor eller bakom andra figurer, även när han uppträder som Mr. Walker.

### Den 21:e Fantomen

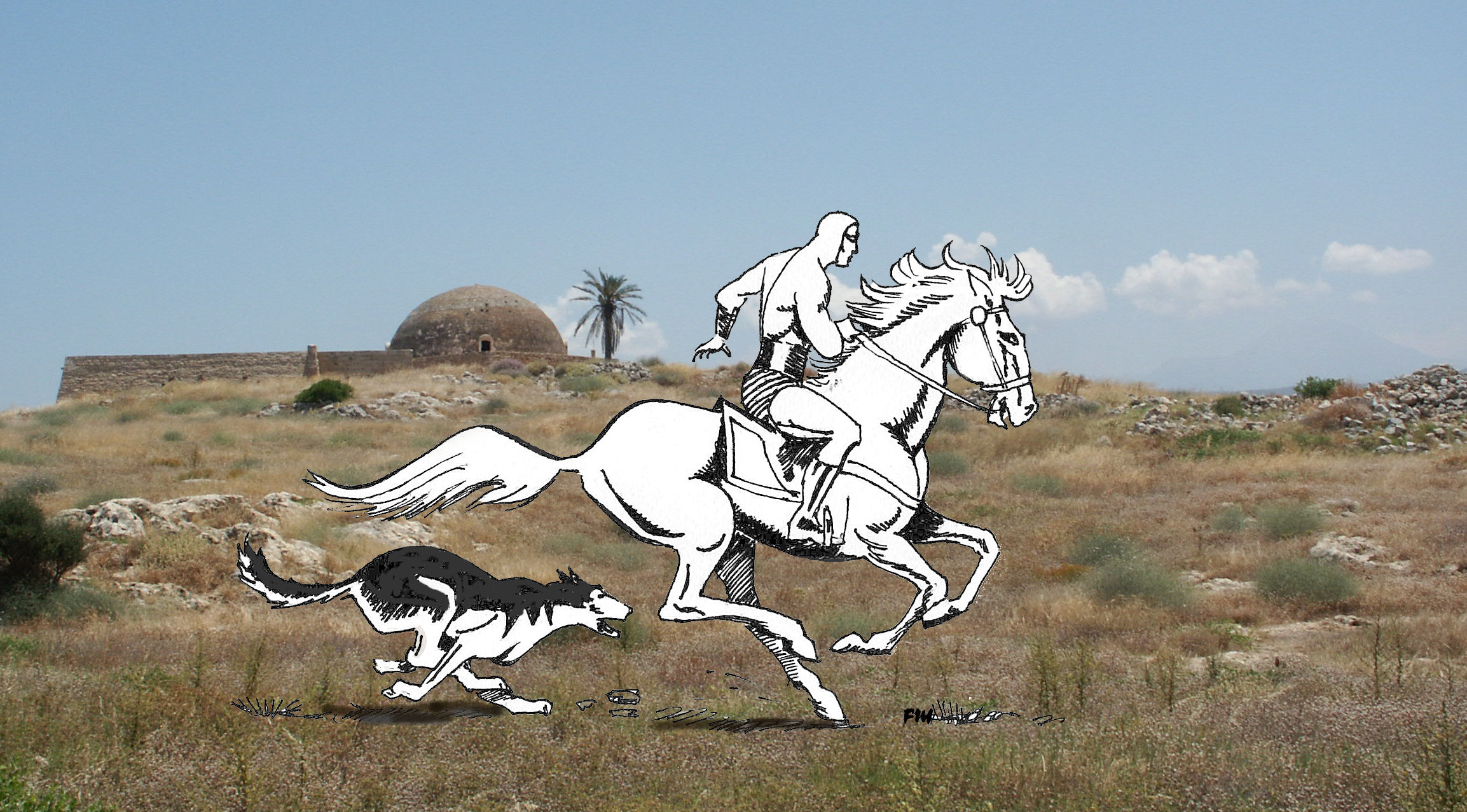
Fantomen ridandes på Hero åtföljda av Devil.

Den nuvarande Fantomen (som varit huvudperson i serien ända sedan seriens start) är den tjugoförste i ordningen. Han är sedan 1977 gift med FN-diplomaten, sjuksköterskan och simhopperskan Diana Palmer, som han träffade redan i det första äventyret från 1936. Sina trognaste följeslagare har han i bergsvargen Devil och den vita hingsten Hero, och sin äldsta och bästa vän i Guran, bandarernas nuvarande hövding.
Vem som blir nästa Fantomen är inte helt klart, eftersom Diana några år efter vigseln födde tvillingar – pojken Kit och flickan Heloise, vilka idag är i yngre tonåren. I de svenskproducerade serierna går de just nu på privatskolan Durham House i Shymouth i östra USA, under Dianas vakande öga. 
Fantomen är också hemlig överbefälhavare för Djungelpatrullen, en modern och topputbildad elitpolisstyrka med verksamhetsområde i Bengalis och dess grannländers djungelområden. Hans närmaste man i patrullen är den sympatiske överste Worubu, som dock inte heller han känner till befälhavarens identitet. Worubus företrädare, Weeks, förekommer också sporadiskt i serien.
Vidare har Fantomen dessutom en fosterson, Rex King, som numera är furste i det lilla bergsriket Baronkhan i norra Bengali. Andra viktiga personer i hans närhet är historieberättaren gamle Moz, doktor Axel som driver ett djungelsjukhus, Bengalis president Lamanda Luaga (ex-president i de svenskproducerade äventyren) samt Dianas mor Lily och morbror Dave, pensionerad polischef.
Utöver Devil och Hero har Fantomen flera andra djur, varav många bor på ön Eden, där köttätare och växtätare lever fredligt sida vid sida. Bland Fantomens djur märks en tam elefant, Joomba, en falk vid namn Fraka, lejonhonan Kateena, tigern Stripes samt två tama delfiner, Salomo och Nefertite. Dessutom figurerar såväl den mystiska förhistoriska varelsen Hzz, med fru och barn, som en stegosaurus. 
Förutom Dödskallegottan och Eden har Fantomen också ett antal gömställen utspridda på andra platser i världen. Här kan nämnas "Walkers klippa" belägen någonstans i gränslandet mellan USA och Mexiko och en slottsruin i Carpatia (seriens motsvarighet till Transsylvanien).
I den svenska produktionen har flera ytterligare gömställen etablerats, däribland ett dolt rum i Notre Dame-katedralen i Paris och ett lönnrum ibland Roms katakomber.

### Djungelordspråken
Bland djungelns folk och bland brottslingar runt om i världen har det vuxit fram talesätt och ordspråk kring myten om Fantomen – "ondskans nemesis", "mannen som inte kan dö".
Det var Fantomens skapare, Lee Falk, som den 6 oktober 1938 i äventyret The Shark's Nest skapade det första djungelordspråket ("Då Fantomen rör sig står blixten stilla"). Sedan dess har listan fyllts på, där många ordspråk förekommit i snarlika formuleringar och andra dykt upp någon enstaka gång.
Följande djungelordspråk har lyfts fram av den svenska Fantomenredaktionen som de tolv främsta:
- Då Fantomen rör sig står blixten stilla
- Fantomen smyger tystare än djungelkatten
- Det finns nätter då Fantomen lämnar djungeln och går på stadens gator som en vanlig man
- Du hittar aldrig Fantomen – han hittar dig
- Fantomens röst isar blodet
- Fantomen är hård mot de hårda
- Sikta aldrig på Fantomen
- Fantomen har tusen ögon och tusen öron
- Fantomen har tio tigrars styrka
- Den som ser Fantomens ansikte dör en fasansfull död
- Då Fantomen frågar svarar man
- Att vakna i mörkret och se Fantomen – en fasa för onda män

Ytterligare ett, "Fantomen vilar först då fred råder i världen" etablerades då det valdes ut som det vinnande bidraget i den svenska Fantomentidningens tävling i att hitta på nya ordspråk. Tvåa kom "Som rovfågeln vakar, så vakar Fantomen".

### Fantomenätten
I dödskallegrottans krönikerum finns nästan 500 års Fantomenhistoria nedtecknad. Alltsedan 1500-talet har varje Fantomen skrivit ner sina äventyr i dagböcker för att kunna underlätta sina efterföljandes arbete. Utöver Fantomernas efterlämnade texter, finns där även texter från andra karaktärer i Fantomens universum.
Detta har naturligtvis blivit en outsinlig källa till äventyr i Fantomenserien. Detta gäller huvudsakligen i de serier som producerats i Sverige, eftersom Lee Falk helst berättade om den nuvarande Fantomen. Under Ulf Granbergs tid som redaktör för den svenska Fantomentidningen och ansvarig för den svenska licensproduktionen, etablerades under 1970-talet en kanon som ännu på 2000-talet följs av de svenskledda serieskaparna. Även om det har uppkommit en del motstridiga uppgifter när det gäller de föregående Fantomens liv, finns det likväl en relativt sammanhållande 500-årig historia att upptäcka för Fantomensseriens läsare. 
1993 inleddes en kronologisk exposé över Fantomenätten i och med tidningen Fantomen Krönika. Denna inledde sin utgivning med de serier som berättade om den förste Fantomens första år, och sedan följde ättens vidare äventyr fram till den tjugoförste Fantomens barndom och tillträde. Redaktionen tvingades dock till enstaka korrigeringar, inte minst på grund av de uppgifter som förekommit i Lee Falks produktion. Följande "regentlängd" följer Fantomen Krönika, och därmed den svenska Fantomenredaktionens, uppgifter.
Att den 21:e Fantomen är född 1939 och redan under 1980-talet kan tyckas borde ha ersatts av den 22:e Fantomen är en situation som utgivarna arbetat runt, dock utan att fullt ut genomföra ett skifte. Ett försök i denna riktning är en seriesvit som inleddes 2016 "Den 22:a Fantomen", en seriesvit som sägs utspela sig i en nära framtid. 
| Nummer               | Födelseår                 | Aktiva år                        | Dödsår                    | Partner |
| -------------------- | ------------------------- | -------------------------------- | ------------------------- | --- |
| 1                    | 1516                      | 1536 - 1566                      | 1566                      | Donna Marabella Columbus (hade även innan giftermålet en förbindelse med Gabrielle de Montmorency), från Spanien. Christofer Columbus dotterdotter. |
| 2                    | 1548                      | 1566 - 1604                      | 1604                      | Ann eller Anne, bondflicka från England. |
| 3                    | 1586                      | 1604 - 1625                      | 1625                      | Rosamunda Shakespeare, William Shakespeares brorsdotter. Efter hennes död omgift med den indiska prinsessan Pura.                                   |
| 4                    | 1604                      | 1625 - 1646                      | 1646                      | Engelska härstammande från Nottingham, dog i barnsäng.                                                                                              |
| 5                    | 1626                      | 1646 - 1662                      | 1662                      | Helena. Föräldralös operasångerska från Rom. |
| 6                    | 1646                      | 1662 - 1682                      | 1682 (ursprungligen 1674) | Drottning Natala av Navarra. |
| 7                    | 1664 (ursprungligen 1650) | 1682 (ursprungligen 1674) - 1700 | 1700                      | Drottning Heloise av Koqania (eller av Hanta), Hantahäxan kallad.                                                                                   |
| 8                    | 1682                      | 1700 - 1717                      | 1717                      | Ingrid av Holstein, svensk adelskvinna. |
| 9                    | 1700                      | 1717 - 1735                      | 1735                      | Flame Stanbury, engelska. |
| 10                   | 1717                      | 1735 - 1757*                     | 1758                      | Marianne (även kallad Mary), från Frankrike. |
| 11                   | 1738                      | 1757 - 1775                      | 1775                      | Renata (eller Renate) di Mascarelli, från Venedig.                                                                                                  |
| 12                   | 1757                      | 1775 - 1793                      | 1793                      | Marion Trelawney, från Cornwall i England. |
| 13                   | 1775                      | 1793 - 1811                      | 1811                      | Jeanette Lafitte (syster till Jean Lafitte) från USA eller mongoliskan Vhatta Khan.                                                                 |
| 14                   | 1793                      | 1811 - 1831                      | 1831                      | Marie Claire, fransyska. |
| 15                   | 1811                      | 1831 - 1848                      | 1848                      | Juliet Adams, USA. |
| 16                   | 1831                      | 1848 - 1869                      | 1869                      | Asta Jensen, Danmark och/eller Annie Morgan, USA.                                                                                                   |
| 17                   | 1852                      | 1869 - 1889                      | 1889                      | Mary Stillwell, USA (hade innan giftermålet även en kort förbindelse med Lady Kate Sommerset och har både barn och barnbarn med henne).             |
| Kvinnliga Fantomen** | 1852                      | 1870- 1880-tal.                  | 19??                      | Paul Colbert |
| 18                   | 1871                      | 1889 - 1908                      | 1908                      | Lara Collins, England. |
| 19                   | 1890                      | 1908 - 1935                      | 1935                      | Jane Cary, USA. |
| 20                   | 1912                      | 1935 - 1959                      | 1959                      | Maude Thorne McPatrick, USA. |
| 21                   | 1939                      | 1959 -                           | –                         | Diana Palmer, USA. |

*Den 10:e Fantomen skadades allvarligt år 1757 och kunde inte längre verka som Fantomen fullt ut, varför sonen tog över som den 11:e Fantomen. Året därpå stupar den 10:e Fantomen i sin sista strid. 
**Den 17:e Fantomens tvillingsyster Julie agerade Fantomen vid sidan av sin bror eller i sin brors ställe under flera tillfällen. Hennes dödsår är okänt, det enda som har berättats om hennes död är att "Hon lades till den sista vilan av sin brors sonson, den 19:e Fantomen" 

## Fantomen på film
- Filmen Fantomen från 1996, spelad av Billy Zane
- Miniserie från 2009, spelad av Ryan Carnes